# بخش جاپا
بخش جاپا (به لاتین: Jhapa District) یک بخش در نپال است که در استان شماره ۱ واقع شده‌است. بخش جاپا ۱٬۶۰۶ کیلومتر مربع مساحت و ۸۱۲٬۶۵۰ نفر جمعیت دارد و ۵۰۶ متر بالاتر از سطح دریا واقع شده‌است.